# Avispa Fukuoka
Avispa Fukuoka (japonsky アビスパ福岡) je japonský fotbalový klub z města Fukuoka hrající v J2 League. Klub byl založen v roce 1982 pod názvem Chuo Bohan SC a hrál v provincii Fudžieda, Prefektura Šizuoka. V roce 1995 se přestěhoval do Fukuoky a přijal jméno Fukuoka Blux. V roce 1996 se připojili do J.League, profesionální japonské fotbalové ligy, klub se přejmenoval na Avispa Fukuoka. Svá domácí utkání hraje na Level5 Stadium.

## Významní hráči
- Nobujuki Kodžima
- Wagner Lopes
- Kósuke Nakamura
- Pedro Troglio
- Sergio Vázquez
- Richart Báez